# 애니멀월드
《애니멀월드》(动物世界, Animal World)는 중국에서 제작된 한연 감독의 2018년 액션, 드라마, 서스펜스 영화이다. 이역봉, 마이클 더글라스, 주동우 등이 주연으로 출연하였다. 후쿠모토 노부유키의 만화 도박묵시록 카이지에 기반을 둔다. 이 영화는 2018년 6월 29일 중국에서 초연되었다. 넷플릭스는 이 영화의 전 세계 디지털 권리를 취득하였다.

## 출연
- 이역봉
- 마이클 더글라스
- 주동우